# Prionoptera serraoides
Prionoptera serraoides är en fjärilsart som beskrevs av Paul Dognin 1892. Prionoptera serraoides ingår i släktet Prionoptera och familjen nattflyn. Inga underarter finns listade i Catalogue of Life.